# Катастрофа Boeing 727 в Нью-Йорке
Катастрофа Boeing 727 в Нью-Йорке — крупная авиационная катастрофа, произошедшая во вторник 24 июня 1975 года в Нью-Йорке близ аэропорта имени Джона Кеннеди. Авиалайнер Boeing 727-225 авиакомпании Eastern Air Lines выполнял внутренний рейс EA66 по маршруту Новый Орлеан — Нью-Йорк, но при заходе на посадку в пункте назначения врезался в огни приближения и полностью разрушился. Из находившихся на его борту 124 человек (116 пассажиров и 8 членов экипажа) выжили 11, все получили ранения. На момент события катастрофа была крупнейшей катастрофой отдельного самолёта в стране.

## Самолёт
Boeing 727-225 с заводским номером 20443 и серийным 837 был выпущен компанией «Boeing Company» 23 октября 1970 года. Лайнер получил бортовой номер N8845E и был продан заказчику — авиакомпании Eastern Air Lines, куда поступил 10 ноября. На нём были установлены три турбореактивных двигателя Pratt & Whitney JT8D-7A с силой тяги по 12,6 тысяч фунтов каждый. Общая наработка самолёта составляла 12 206 часов налёта.

## Экипаж
- Командир воздушного судна (КВС) — 54-летний Джон У. Кливен (англ. John W. Kleven). Очень опытный пилот, в авиакомпании Eastern Air Lines с 1 июля 1940 года. С февраля 1942 по октябрь 1945 года проходил службу в армии, после чего 13 октября 1945 года вернулся в Eastern Air Lines. 4 декабря 1953 года получил должность пилота, а с 10 июля 1968 года в должности командира Boeing 727. Был квалифицирован для полётов на самолётах Lockheed L-188, Martin 202, Martin 404[англ.], Boeing 727 и Douglas DC-8. Имел квалификацию бортинженера. Общий стаж составлял 17 381 лётный час, в том числе 2813 лётных часов на Boeing 727[2].
- Второй пилот — 34-летний Уильям Эберхарт (англ. William Eberhart). Опытный пилот, в авиакомпании Eastern Air Lines с 5 июля 1966 года. Общий стаж составлял 5063 лётных часа, в том числе 4327 лётных часов на Boeing 727[2].
- Бортинженер — 33-летний Питер Дж. Маккалоу (англ. Peter J. McCullough). В авиакомпании Eastern Air Lines с 16 ноября 1970 года. Стаж работы на гражданских самолётах составлял 1767 лётных часов, в том числе 676 лётных часов на Boeing 727. Также за период прохождения службы в армии в должности военного лётчика имел наработку 3602 лётных часа, в том числе 1379 часов на Lockheed C-141 и 1973 часа на Boeing B-52[3].
- Бортинженер-инструктор — 31-летний Гэри М. Сьюрин (англ. Gary M. Ceurin). В авиакомпании Eastern Air Lines с 8 января 1968 года. Общий стаж составлял 3910 лётных часов, в том числе 3123 лётных часа на Boeing 727[3].
- Бортпроводники:
  - Морин Дэвис (англ. Maureen Davis) — старший бортпроводник,
  - Линдси Джеки (англ. Lindsay Jackie),
  - Мэри Э. Муни (англ. Mary E. Mooney),
  - Роберт Хэфлер (англ. Robert Hoefler).

## Хронология событий

### Предшествующие обстоятельства
Авиалайнер выполнял регулярный пассажирский рейс EA66 (позывной — Eastern 66) из Нового Орлеана в Нью-Йорк. В соответствии с планом, полёт должен был выполняться по правилам полётов по приборам. В 13:19 с 116 пассажирами и 8 членами экипажа на борту рейс 66 вылетел из аэропорта Нового Орлеана. Полёт до Нью-Йорка прошёл без трудностей и в 15:35:11 экипаж связался с диспетчером подхода южного сектора аэропорта имени Джона Кеннеди. Диспетчер направил рейс 66 в очередь захода на посадку на полосу 22 левая. Также экипаж связался с АТИС, которая сообщила прогноз в аэропорту за 12:51: В аэропорту Кеннеди визуальные погодные условия, небо с прояснениями, высота [облачности] оценивается в 4000 [1220 метров], видимость 5 миль [8 км], дымка, ветер 210° 10 узлов [юго-юго-восточный 5 м/с], высотомер 30.15, ожидать вектор захода на посадку 22 левая, полоса 22 левая, взлёт с 22 правая.
В 15:51:54 диспетчер подхода транслировал в эфир для всех бортов, что в аэропорту визуальные погодные условия, видимость 5 миль, дымка, посадка выполняется на полосу 22 левая. Однако в 15:52:43 транслировал в эфир для всех самолётов на данной частоте, что в зоне аэропорта установились приборные погодные условия, так как видимость упала до 2 миль и идёт небольшой дождь. Далее рейсу 66 было дано указание снижаться и занимать высоту 4000 футов (1220 метров) и переходить на связь с диспетчером радиолокатора (132.4 МГц). Экипаж подтвердил получение информации и перешёл на связь с диспетчером радиолокатора, который давал пеленги и удаление, что позволяло кружащим вокруг аэропорта самолётам определить своё местонахождение.
Рейс 66 был не единственным рейсом в зоне аэропорта, ожидающих захода на посадку на полосу 22 левая. В 15:53:22 экипаж связался с диспетчером для корректировки курса с учётом других самолётов, а также для обхода грозовых очагов. В 15:57:21 КВС обсудил с остальными членами лётного экипажа вопрос о минимальном остатке топлива и возможных проблемах, вызванных задержками в районе аэропортов. Тогда один из членов экипажа заявил, что собирается проверить погоду на запасном аэродроме — Ла-Гуардия. Менее чем через минуту ещё один из экипажа ответил, что посадку надо выполнить в течение часа. В 15:59:19 в эфире прозвучало сообщение диспетчера посадки для всех экипажей, согласно которому в районе глиссады наблюдается сильный ветер.
Первым в очереди заходил на посадку Lockheed L-1011 TriStar также компании Eastern Air Lines, который выполнял рейс EA902. Но в 15:57:30 он прервал заход и направился на запасной аэродром. В 15:59:40 рейс 902 вновь связался с диспетчером посадки, которому было сообщено, что когда самолёт находился на глиссаде, то возникла сила, направляющая авиалайнер вправо и вниз, при этом скорость полёта упала на 10 узлов, а вертикальная возросла до 1500 футов в минуту. В таких условиях мощность двигателей была увеличена до взлётной, а заход на посадку пришлось прекратить. Диспетчер подтвердил получение информации о сдвиге ветра в районе глиссады. Далее рейс 902 связался с рейсом 66 и передал, что выполнять посадку в таких условиях является глупой затеей.
Диспетчер подхода спросил у экипажа рейса 66 сообщение от рейса 902, на что получил утвердительный ответ. Тогда диспетчер определил их местонахождение в 5 милях от внешнего маркера и дал указание снижаться для захода на посадку на полосу 22 левая. Затем диспетчер определил местонахождение самолёта в 5 милях от полосы 22 левая. Экипаж подтвердил получение информации в 16:00:54,5, доложив, что сообщит об условиях посадки. Пилотировал самолёт в это время второй пилот, который в 16:01:49 доложил о выполнении контрольного списка перед посадкой. Через полминуты в 16:02:20 командир сказал, что радар находится в режиме ожидания и при необходимости может быть использован. В 16:02:42 диспетчер посадки ещё раз вызвал рейс 902 и спросил его, можно ли сильный ветер, наблюдаемый при посадке, классифицировать как сильный сдвиг ветра, на что был дан утвердительный ответ. На рейсе 66 также слышали эти радиопереговоры, поэтому в 16:02:50,5 один из пилотов сказал, что следует ожидать сильную болтанку.

### Катастрофа
В 16:02:58 с борта доложили о прохождении внешнего маркера, поэтому диспетчер подхода дал указание переходить на связь с башней аэропорта, что и было выполнено в 16:03:12. В 16:03:44 диспетчер на башне разрешил посадку рейсу 066. Командир подтвердил получение разрешения. Также у диспетчера спросили об условиях торможения, но ответа не последовало. КВС был вынужден повторить вопрос, на что диспетчер ответил, что полоса мокрая, однако замечаний по качеству покрытия не было. В 16:04:45 рейс NA1004 компании National Air Lines доложил о прохождении внешнего маркера и спросил у диспетчера на башне погодные условия в районе посадки. На это диспетчер ответил рейсам 1004 и 66, что погодные условия сложные и есть информация о сдвиге ветра на заключительном этапе посадки.
По свидетельству очевидцев, в это время была сильная гроза, шёл ливневый дождь и дул сильный северо-западный ветер. Рейс 066 заходил на посадку при выпущенных на 30° закрылках со скоростью 140—145 узлов. Согласно показаниям двух стюардесс, сидевших в конце пассажирского салона, Боинг поначалу заходил на посадку в нормальном режиме и болтанка почти не чувствовалась. Однако затем лайнер наклонился влево, при этом было слышно, как двигатели начали выходить на взлётный режим. Затем машину стало раскачивать взад-вперёд, а потом сильно бросило вперёд, при этом сработала сирена, а также выпали кислородные маски. Затем в 1200 футах юго-западнее среднего маркера находящийся в 27 футах над землёй самолёт врезался в седьмую опору огней приближения. Потеряв скорость, Боинг врезался в восьмую и девятую опоры, после чего в 16:05:11 упал на землю в 1,6 мили от торца полосы, разрушился и загорелся.
Прибывшие к месту падения спасательные службы обнаружили 12 выживших: 10 пассажиров и 2 бортпроводника (Муни и Хэфлер). Но через 9 дней один из пассажиров умер от полученных травм. Всего в катастрофе погибли 113 человек: 107 пассажиров и 6 членов экипажа. По действовавшим в то время правилам, человек, погибший спустя более чем 7 дней с момента катастрофы, считается получившим несмертельные травмы. В связи с этим число погибших иногда указывают равным 112. На тот момент эта катастрофа занимала третье место, как среди произошедших в США (после столкновений над Нью-Йорком и Большим каньоном), так и с участием Boeing 727 (после катастроф в Японии в 1966 и 1971 годах). Также это была крупнейшая катастрофа в стране с участием одного самолёта.

## Расследование
Из выводов комиссии, расследующей происшествие:
1. Нет никаких доказательств отказов или нарушений в работе конструкции самолёта, пилотажных приборов и систем управления до столкновения со световыми вышками.
2. Рейс 066 компании Eastern Air Lines выполнял заход по курсо-глиссадной системе полосы 22 левая. Пилотировал его в это время второй пилот.
3. Когда рейс 66 подходил к аэропорту, то столкнулся с очень сильной грозой, расположенной на глиссаде в районе среднего маркера.
4. Показания пилотов рейса FT161 компании Flying Tiger Line и рейса 902 компании Eastern Air Lines свидетельствуют об очень сильной турбулентности на конечном этапе захода на посадку на полосу 22 левая.
5. Экипаж рейса 066 слышал сообщение рейса 902 о сильной турбулентности, но не слышал сообщение от рейса 161.
6. Вхождение в грозу произошло на высоте от 600 до 500 футов (180—150 метров), при этом авиалайнер столкнулся с сильным встречным ветром со скоростью 15 узлов (7,7 м/с). На высоте 500 футов также произошло попадание в нисходящий воздушный поток со скоростью 16 футов в секунду (5 м/с). Далее на высоте 400 футов (120 метров) произошло падение скорости полёта на 5 узлов, при этом вертикальный воздушный поток усилился до 21 фута в секунду (6,4 м/с), а встречный ветер ослаб на 15 узлов за 4 секунды.
7. Пройдя высоту 400 футов, авиалайнер начал быстро уходить под глиссаду из-за попадания в мощный нисходящий поток и снижения скорости встречного ветра.
8. На высоте 400 футов командир сказал, что наблюдает полосу, и дал указание второму пилоту продолжать следить за приборами.
9. На данную команду второй пилот ответил, что продолжает следить за приборами, однако есть вероятность, что он на самом деле начал искать визуальные ориентиры, которые были ему необходимы для выполнения захода на посадку.
10. Второй пилот попытался изменением тяги двигателей вернуть самолёт на глиссаду, однако эти попытки были недостаточными из-за высокой скорости снижения и малой скорости полёта.
11. Вероятно, экипаж не подозревал о высокой скорости снижения и уходе под глиссаду, так как полагался на визуальные ориентиры, которых не было видно из-за сильного дождя и малой видимости.
12. Когда же пилоты осознали, что лайнер находится на опасно малой высоте, высокая скорость снижения не позволила им избежать столкновения с вышками.
13. Как показали тесты на симуляторе, достаточно было поднять нос вверх под углом 9°, чтобы компенсировать увеличение скорости снижения. Также тесты показали, что пилоты установили меньший угол тангажа, нежели это было необходимо, а также старались не отвлекаться на изучение показаний приборов, хотя это должно было помочь принять решение об увеличении тяги двигателе для компенсации потери воздушной скорости.
14. Тесты на симуляторе не помогли точно определить, смог ли бы экипаж избежать происшествия, если бы быстро отреагировал на изменение траектории полёта, которое в свою очередь можно было определить из показаний пилотажных приборов.
15. Экипаж и авиадиспетчеры были информированы о грозовой активности в районе приводного радиомаяка полосы 22 левая.
16. Система управлением воздушным движением в районе аэропорта имени Джона Кеннеди работала на полную мощность по меньшей мере 30 минут до момента катастрофы, все авиадиспетчеры были очень заняты.
17. С 15:51 из-за сложных погодных условий для посадки в аэропорту можно было использовать только одну полосу.
18. Как минимум над одной из северо-западных взлётно-посадочных полос (31 левая) наблюдались грозовые очаги.
19. Несмотря на опасные метеоусловия, ни диспетчер похода, ни экипажи прибывающих самолётов, ни диспетчерская служба аэропорта Кеннеди не приняли никаких мер, по прекращению заходов на полосу 22 левая, либо по изменению полосы.
20. Выживаемость в катастрофе была крайне мала, так как фюзеляж почти полностью разрушился, а ремни безопасности оказались в такой ситуации неэффективны. Беззащитные пассажиры в итоге получили множественные критические травмы.
21. Пожарные службы аэропорта сработали в данной ситуации достаточно быстро и своевременно ликвидировали возгорание, тем самым предотвратив получение критических ожогов как минимум девятью пассажирами, которые в итоге выжили.
22. Осветительные вышки имели прочную конструкцию, что способствовало сильному разрушению самолёта.

Комиссия Национального совета по безопасности на транспорте (NTSB) пришла к заключению, что причиной катастрофы стало попадание самолёта в сильную турбулентность, вызванную очень сильной грозой, окружающей траекторию захода на посадку по курсо-глиссадной системе, из-за чего произошло увеличение скорости снижения и столкновение с прочной конструкцией световых вышек. Экипаж своевременно не обнаружил и не исправил высокую скорость снижения, так как, вероятно, в этот момент пытался сориентироваться не по показаниям приборов, а по визуальным ориентирам. Но погодные условия были настолько плохими, что успешно выполнить подход и посадку было очень трудно, даже если бы пилоты полагались полностью на приборы и быстро отреагировали на изменение показаний.
Способствовало катастрофе продолжение захода на посадку на полосу 22 левая, что стало обоюдной ошибкой экипажа и авиадиспетчеров, которые знали об опасной грозе вдоль траектории посадки.